# Карзов, Игорь Сергеевич
И́горь Сергее́вич Ка́рзов (род. 1 февраля 1974, Ленинград) — российский валторнист и музыкальный педагог, солист ЗКР АСО Санкт-Петербургской филармонии и Санкт-Петербургского государственного симфонического оркестра «Классика», участник брасс-квинтета «Russian Brass», преподаватель Санкт-Петербургской консерватории и Санкт-Петербургского музыкального колледжа имени Н.А. Римского-Корсакова, лауреат международного конкурса, заслуженный артист Российской Федерации (2011).

## Биография
Игорь Карзов родился в семье музыкантов и начал заниматься на фортепиано в возрасте пяти лет. С 1982 по 1992 год он учился в средней специальной музыкальной школе Ленинградской консерватории в классе Виталия Буяновского. Окончив школу, с 1993 по 1994 год Карзов работал в Санкт-Петербургском государственном симфоническом оркестре «Классика». В 1994 он получил звание лауреата Международного конкурса музыкантов-исполнителей в Нижнем Новгороде и в том же году стал артистом ЗКР АСО Санкт-Петербургской филармонии. Ученик Генриха Авика.
В 1998 году Карзов окончил Санкт-Петербургскую консерваторию, а в 2002 сам начал в ней преподавать. С 2007 года он преподаёт также Санкт-Петербургском музыкальном колледже имени Н.А. Римского-Корсакова. Помимо работы в оркестре Петербургской филармонии и педагогической деятельности, Карзов даёт концерты как солист и камерный музыкант. Он — постоянный участник брасс-квинтета «Russian Brass». В 2010 году Игорю Карзову было присвоено почётное звание заслуженный артист Российской Федерации.